# Alice Mudgarden
Alice Mudgarden (wym. [ˈalɪs mˈʌdɡɑːdən]) – efemeryczny projekt muzyczny składający się z muzyków Alice in Chains, Chrisa Cornella z Soundgarden i Marka Arma z Mudhoney. Nazwa supergrupy powstała z kontaminacji trzech nazw zespołów z których wywodzili się artyści. Zarejestrowali oni wspólnie akustyczny utwór „Right Turn”, który ukazał się na drugim minialbumie Alice in Chains – Sap (1992).
W 1993 piosenka znalazła się na stronie B rozszerzonej edycji singla „Would?” (nr kat. 658888 2.) Alice in Chains, opublikowanego nakładem Columbia na terenie Europy i Wielkiej Brytanii. „Right Turn” został wykorzystany też w filmie Helikopter w ogniu (2001, reż. Ridley Scott).
„Right Turn” po raz pierwszy został wykonany przez Jerry’ego Cantrella 9 lipca 2001 podczas występu w House of Blues w Chicago w Illinois. Premierowe wykonanie przez Alice in Chains miało miejsce w trakcie akustycznego koncertu w WinStar World Casino w Thackerville w stanie Oklahoma 13 sierpnia 2011.

## Dyskografia
- Sap (Alice in Chains, 1992, Columbia) – utwór „Right Turn”